# بيمسين تابا
بيمسين تابا (أغسطس 1775 - 29 يوليو 1839) هو أحد رجال الدولة النيبالية وشغل منصبي المختيار (أي ما يعادل رئيس الوزراء) وحاكم نيبال الفعلي من عام 1806 إلى 1837. اشتهر بكونه رئيس وزراء نيبال الأطول خدمة وصُنف ضمن قائمة «الأبطال الوطنيين النيباليين» خلال فترة حكم الملك ماهيندرا بير بيكرام شاه ديف.
ولد بيمسين في عائلة عسكرية عادية في مملكة غورخا، وفي عام 1785، أصبح على مقربة من ولي العهد رانا بهادور شاه في سن مبكرة. في عام 1798، جنّده والده ليصبح الحارس الشخصي للملك. في أعقاب ذلك، تمكن من الصعود إلى السلطة بعد أن ساعد الملك السابق المنفي رنا بهادر شاه على تولي السلطة مجددًا في عام 1804. مقابل ذلك، عيّن رانا بهادور بيمسين في منصب كاجي (أي ما يعادل الوزير) للحكومة المشكلة حديثًا. في عام 1806، اغتال شير بهادور شاه شقيقه الملك رانا بهادور، ما دفع بيمسين إلى بدء تحقيقات تمخضت عن صدور أمر بتنفيذ عقوبة الإعدام لثلاثة وتسعين شخصًا فيما عُرف شعبيًا باسم مذبحة بهاندرخال عام 1806، وتبوأ بعدها منصب المختيار (أي ما يعادل رئيس الوزراء). تمكن بيمسين من الحفاظ على منصبه في السلطة حتى بعد هزيمة نيبال في الحرب الأنجلو نيبالية، وذلك في أعقاب وفاة الملك جيرفان يودها بيكرام شاه عن عمر يناهز 17 عامًا في عام 1816، إذ لم يكن هناك سوى وريث واحد وهو الملك راجندرا بيكرام شاه الذي يبلغ من العمر 3 سنوات فقط، فضلًا عن الدعم الذي حظي به من جانب الملكة تريبوراسونداري (الزوجة الأخيرة للملك رانا بهادور شاه). بعد وفاة الملكة تريبوراسونداري في عام 1832، تعرّض بيمسين إلى مكائد دبرها الملك راجندرا البالغ حديثًا، بالإضافة إلى نشوب نزاع داخلي مع المبعوث البريطاني برايان هوتون هودجسون، والمؤامرات التي حاكتها زوجة الملك الأولى، سامراجيا لاكسمي ديفي ورجال البلاط المنافسين (ولا سيما كالا بانديس، الذي ألقى اللوم على بيمسين تابا وحمله مسؤولية وفاة دامودار باندي في عام 1804) ما أدى أخيرًا إلى تلفيق تهمة كاذبة له بقتل أمير رضيع وسجنه ووفاته بالانتحار في عام 1839.
اشتهر بيمسين بكونه أول رجل دولة نيبالي يدرك تمامًا نظام الحماية البريطاني في الهند الذي نفذه اللورد ويليسلي فضلًا عن الجهود التي بذلها في إبعاد السلطات البريطانية وحماية مملكة نيبال من أن تكون جزءًا من الإمبراطورية البريطانية من خلال وضع سياسات طويلة الأمد معادية لبريطانيا خلال وقت الحرب والسلم. اتسعت إمبراطورية غورخا وبلغ امتدادها الإقليمي أقصى مدى له من نهر سوتليج في الغرب إلى نهر تيستا في الشرق خلال فترة رئاسة بيمسين للوزراء. مع ذلك، دخلت نيبال في حرب أنجلو نيبالية مدمرة ضد شركة الهند الشرقية المملوكة جزئيًا للإمبراطورية البريطانية خلال الفترة 1814 إلى 1816، والتي انتهت بإبرام معاهدة سوغاولي، وفقدت نيبال بموجبها نحو ثلث أراضيها. اشتهر بيمسين بإجراء عدد كبير من الإصلاحات الاجتماعية والدينية والاقتصادية والإدارية خلال فترة رئاسته، فضلًا عن تحديث الجيش النيبالي على غرار القوات العسكرية الفرنسية. خلال فترة حياته، أمر ببناء العديد من المعابد والآثار بما في ذلك برج داراهارا الشهير والمعروف كذلك باسم بيمسين ستامبا («برج بيمسين»).
يعتبر الكثير بيمسين أحد أهم الشخصيات التي برزت في تاريخ الدولة النيبالية خلال القرن التاسع عشر، ويوصَف بأنه رجل دولة وطني وذكي ودبلوماسي كان له دور محوري في الدفاع عن بلاده ضد الإمبريالية الاستعمارية البريطانية التي توسعت في جنوب آسيا. أُشيد به كذلك لما أجراه من اصلاحات وتنظيمه الدولة وإدارة حكومتها وبرامجها وسياساتها بكفاءة. مع ذلك، تعرض بيمسين للعديد من الانتقادات بسبب تحريضه على ارتكاب المذبحة السياسية اللاإنسانية في بداية مسيرته السياسية، بالإضافة إلى القضاء على منافسيه السياسيين والربط بين سلطته السياسية والعسكرية في عمله السياسي مع عائلته.

## نشأته
ولد بيمسين تاباواس في أغسطس 1775 في قرية بيبال ثوك في منطقة غورخا، لأبيه أمار سينغ تابا (سانو) وأمه ساتياروبا مايا. ينحدر بيمسين من عائلة شيتري من بهارادار (رجال الحاشية). أسلافه هم أفراد عشيرة باغال تابا الذين هاجروا شرقًا من مقاطعة جملا. عمل جده بير بهادرا تابا في البلاط الملكي في جيش الملك بريتفي نارايان شاه. امتلك بيمسين تابا أربعة إخوة هم ناين سينغ وبختوار سينغ وأمريت سينغ ورانبير سينغ. امتلك كذلك أخوين غير شقيقين من زوجة والدة، هما رانبام ورنزاور. لا تشير السجلات بدقة إلى تاريخ زواج بيمسين، إلا أنه تزوج بثلاث نساء، وأنجب ابنًا واحدًا توفي في سن مبكرة عام 1796، وثلاث فتيات هن لاليتا ديفي وجاناك كوماري وديرغا كوماري. بسبب عدم وجود ابن له، تبنى بيمسين شير جونغ تابا، الذي يُقال أنه ابن شقيقه ناين سينغ أو حفيده.
لا يوجد الكثير من التفاصيل المعروفة عن حياة بيمسين تابا ونشأته. عندما كان يبلغ من العمر 11 عامًا، أصبح بيمسين على اتصال بالقصر الملكي النيبالي أثناء إقامة حفل براتاباندا (الخيط المقدس) بحضور ولي العهد رانا بهادور شاه في غورخا في عام 1785. في عام 1798، أخذه والده إلى كاتماندو وسجله ليصبح حارسًا شخصيًا للملك. في كاتماندو، أقام بيمسين في تاباثالي، وعاش بعد ذلك في باغ دوربار بالقرب من تونديخيل بعد أن أصبح كاجي (وزير).

## الصعود إلى السلطة: 1798-1804

### العائلة الملكية
حكم براتاب سينغ شاه، الابن الأكبر لبريتفي نارايان شاه، الدولة النيبالية خلال الفترة 1775-1777، وفي أعقاب وفاته، أصبح مقعد الحكم شاغرًا، ما تسبب بإضعاف الدولة النيبالية الناشئة. كان رانا بهادور شاه البالغ من العمر عامين ونصف (حكم خلال الفترة 1777-1799) خليفة أبيه براتاب سينغ شاه. تولى العديد من الأشخاص منصب الوصي على رانا حتى عام 1785، وهم الملكة راجندرا لاكشمي، يليها بهادور شاه (الذي حكم الدولة خلال الفترة 1785-1794)، وهو الابن الثاني لبريتفي نارايان شاه. أصبحت حياة البلاط الملكي تتمحور حول التحيز إلى صف أحد الأوصياء بدلًا من النظر في قضايا الإدارة الوطنية، وانعكس ذلك سلبًا على المنافسة المستقبلية بين الحكام المتنافسين. أرغمت تبعات الحرب الصينية النيبالية في 1788-9217 بهادور شاه على اتخاذ موقف مؤقت مؤيد لبريطانيا، ما أدى إلى إبرام معاهدة تجارية مع البريطانيين في عام 1792.
آنذاك، قضى رانا بهادور شاه فترة شبابه في وسط من الرفاهية والدلال. في عام 1794، بلغ رانا بهادور سن الرشد، وكان أول عمل له هو إعادة تشكيل الحكومة، وعزل عمه بهادور شاه من جميع المناصب الرسمية. في منتصف عام 1795، فُتن رانا بهادور بأرملة مايثيلي براهمان، كانتافاتي جها، وتزوجها في حفل مراسيم تعهد خلالها بجعل ابنهما غير الشرعي (وفقًا للقانون الهندوسي آنذاك) وريثًا ظاهرًا، وذلك من خلال استبعاد الوريث الشرعي من زواجه السابق. بحلول عام 1797، تدهورت علاقة رانا مع عمه، الذي كان يعيش حياة التقاعد، إذ أراد اللجوء إلى الصين بحجة لقاء الإمبراطور الجديد، ما دفع رانا إلى الأمر بسجنه في 19 فبراير 1797 وقتله لاحقًا في 23 يونيو 1797. تسبت مثل هذه الأفعال في إكساب رانا بهادور سمعة سيئة بين رجال الحاشية وعامة الناس، ولا سيما البراهمة.